# Jean (archevêque de Rouen)
Pour les articles homonymes, voir Jean.
Jean est un archevêque de Rouen de la seconde moitié du IXe siècle.

## Biographie
Jean succède vers 876 à Riculf comme archevêque de Rouen.
Il se retire en 876 du domaine d'Andely à celui de Braine, près de Soissons. Il y est rejoint par le chapitre cathédral. Il assiste cette même année au concile de Pont-sur-Yonne.
Il entretient une correspondance avec Hincmar de Reims et son successeur Foulques le Vénérable, archevêques de Reims.
Jean meurt en 888.